# Найу (кантон)
Найу́ (фр. Nailloux, окс. Nalhós) — кантон во Франции, находится в регионе Юг — Пиренеи, департамент Верхняя Гаронна. Входит в состав округа Тулуза.
Код INSEE кантона — 3124. Всего в состав кантона Найу входит 10 коммун, из них главной коммуной является Найу.

## Население
Население кантона на 2011 год составляло 8403 человека.
| 1968 | 1975 | 1982 | 1990 | 1999 | 2006 | 2011 |
| ---- | ---- | ---- | ---- | ---- | ---- | ---- |
| 3694 | 3745 | 4019 | 4508 | 5062 | 6552 | 8403 |

## Коммуны кантона
| Коммуна    | Население, чел. (2010) | Код INSEE | Почтовый индекс |
| ---------- | ---------------------- | --------- | --------------- |
| Жибель     | 308                    | 31220     | 31560           |
| Кальмон    | 2177                   | 31100     | 31560           |
| Кеньяк     | 293                    | 31099     | 31560           |
| Мовезен    | 223                    | 31332     | 31190           |
| Монжар     | 441                    | 31380     | 31560           |
| Монестроль | 60                     | 31354     | 31560           |
| Найу       | 3076                   | 31396     | 31560           |
| Орань      | 401                    | 31024     | 31190           |
| Сен-Леон   | 1133                   | 31495     | 31560           |
| Сер        | 102                    | 31546     | 31560           |